# لوائح دولية
اللوائح الدولية عبارة عن لوائح تحدث على المستوى الدولي، وغالبًا تمارسها المنظمات الدولية. ومن ميزات اللوائح الدولية أنها تسمح بمحاسبة المحليات والأفراد الموجودين بها نظير التأثير الناجم عن إجراءاتها (على سبيل المثال التلوث) على المحليات الأخرى.